# Hálsatindur
Hálsatindur är en bergstopp i republiken Island. Den ligger i regionen Austurland.  Toppen på Hálsatindur är 948 meter över havet.